# حسيبة بن بوعلي
حسيبة بن بوعلي (بالإنجليزية: Hassiba Ben Bouali) ( 18 يناير 1938 – 9 أكتوبر 1957)، هي مناضلة جزائرية وشخصية بارزة في الثورة الجزائرية ضد الاستعمار الفرنسي، لعبت دورًا فعالًا ضمن صفوف جبهة التحرير الوطني خلال حرب الاستقلال الجزائرية.

## السيرة الذاتية
وُلدت حسيبة بن بوعلي في مدينة الأصنام (تُعرف اليوم باسم الشلف) في الجزائر، لعائلة أرستقراطية. انتقلت أسرتها إلى العاصمة الجزائر عام 1947، حيث تابعت تعليمها الثانوي في ثانوية ديلاكرو. التحقت بالحركة الكشفية، ومن خلال رحلاتها، اطّلعت على معاناة الشعب الجزائري تحت الحكم الاستعماري الفرنسي، ما دفعها إلى الانخراط في النضال الوطني.
في عام 1954، انضمت إلى الاتحاد العام للطلبة المسلمين الجزائريين، وهي في السادسة عشرة من عمرها، وشاركت في الكفاح الثوري حتى استشهادها. وفي عام 1957، وخلال معركة الجزائر، قُتلت حسيبة إلى جانب ثلاثة من رفاقها، من بينهم علي عمار المعروف بـ"علي لابوانت"، عندما قصف الجيش الفرنسي مخبأهم في حي القصبة.
جُسدت شخصية حسيبة في فيلم معركة الجزائر من قبل الممثلة فوزية الكدير. وسُمّي أحد أكبر شوارع العاصمة الجزائرية باسمها، كما أُطلقت تسمية "جامعة حسيبة بن بوعلي" على جامعة مدينة الشلف.